# Forces sous-marines

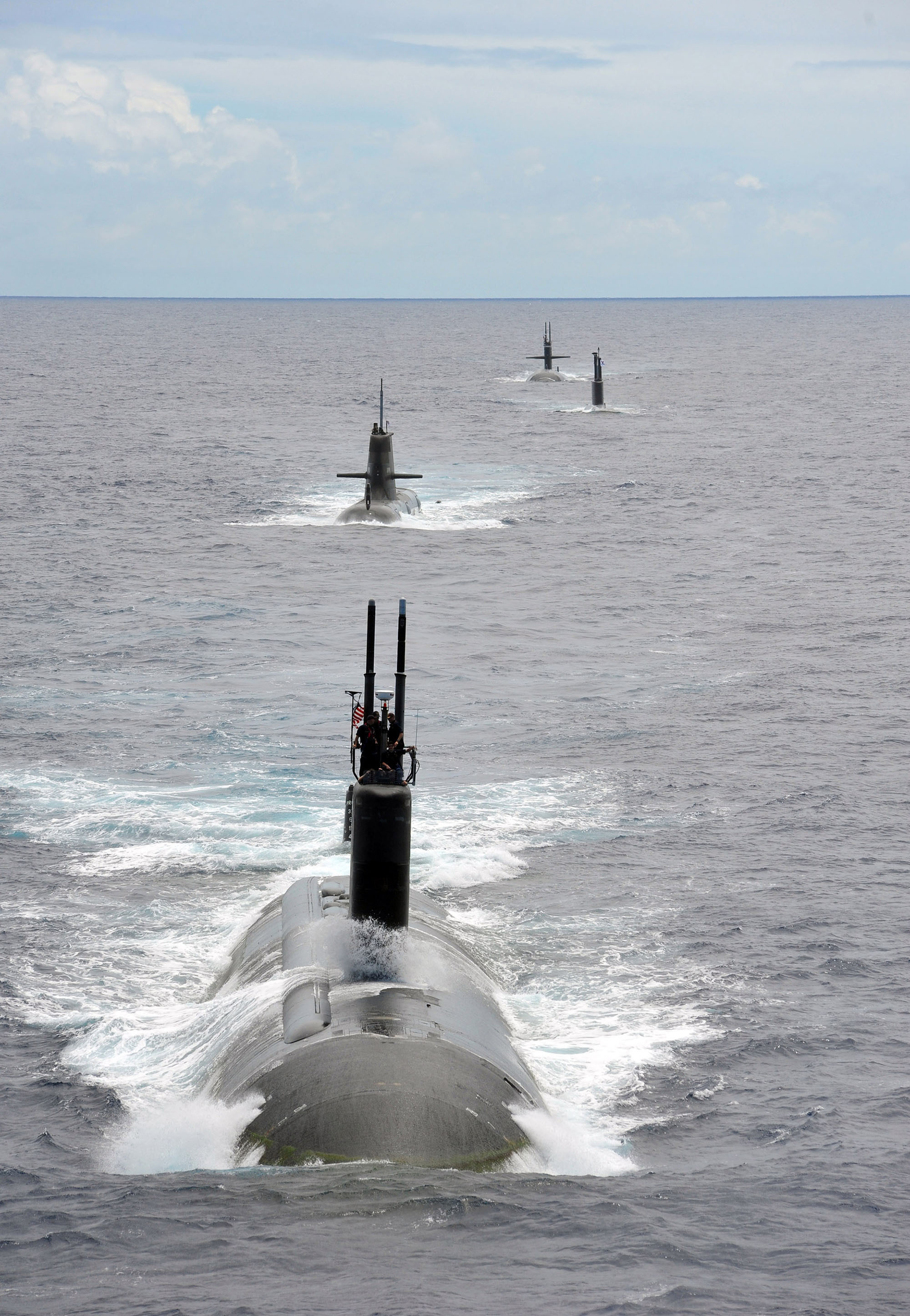
Le USS Charlotte (SSN-766) en tête de file de quatre sous-marins participant à l'exercice RIMPAC 2014.

Les forces sous-marines, ou sous-marinade, sont les composantes de marine de guerre équipés de sous-marins militaires. 
Leurs noms différent selon les armées, entre autres, la Marine française utilise le terme Forces sous-marines, la Royal Navy et l'United States Navy celui de service sous-marin, cette dernière comme d'autres marines n'ayant pas de commandement unifié pour ses escadres de sous-marins, et la marine argentine de forces de sous-marins. 

## Généralités

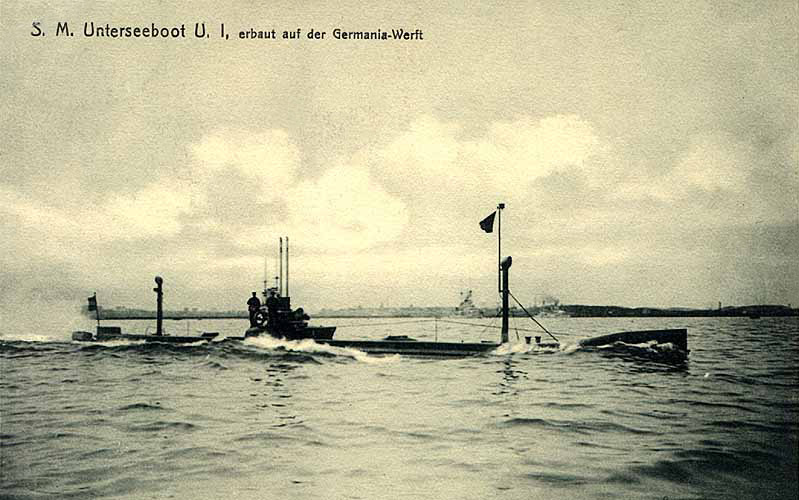
Le premier sous-marin militaire allemand, le SM U-1 lancé en 1906.

Au XXe siècle, plus de 5 800 sous-marins militaires ont été construits, dont 1 109 par la Russie/URSS, soit 19 %. La marine impériale allemande déploya un total de 375 Unterseeboot entre 1906 et 1918 et la Kriegsmarine en opéra 1 156 construits entre 1935 et 1945. L'United States Navy en a mis 675 en service entre 1900 et mi-2015.
Au 2 mars 2010, un site spécialisé américain recensait 353 sous-marins militaires (hors sous-marins de poche) en service totalisant 1 669 118 tonnes et 97 autres en construction ou en commande totalisant 403 000 tonnes dans 39 marines de guerre.
En 2012, 42 marines de guerre à travers le monde possèdent un total d'environ 500 sous-marins militaires (y compris les sous-marins de poche et hors navires de recherche et d'exploration) à travers le monde. Six de ces marines ont des sous-marins nucléaires, celles des membres permanents du Conseil de sécurité des Nations unies et l'Inde dont trois emploient exclusivement ceux-ci, celles des États-Unis, de la France et du Royaume-Uni. La flotte la plus importante numériquement est celle de la Corée du Nord mais il s'agit essentiellement de petits sous-marins de poche. 
La majorité (62 %) sont des sous-marins d’attaque à propulsion diesel, 20 % des sous-marins nucléaire d'attaque et 8 % des sous-marins nucléaires lanceurs d’engins. Leur répartition géographique est de 28 % dans l'océan Atlantique, 12 % en mer Méditerranée, 11 % dans l'océan Indien et 49 % dans l’océan Pacifique. L'Asie de l'Est étant depuis les années 2000 la zone ou l'augmentation du nombre de sous-marins est la plus importante.

## Commandements de forces sous-marines

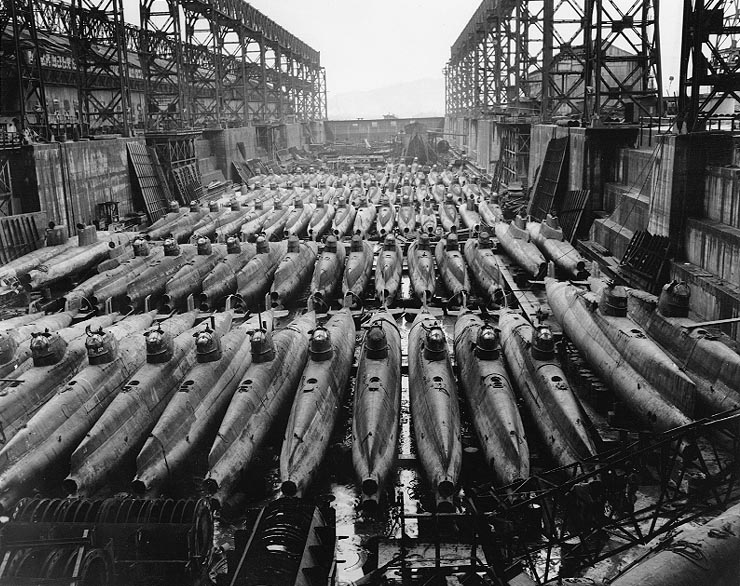
Photo prise dans une cale sèche à l'arsenal naval de Kure le 19 octobre 1945. Il y a au moins quatre-vingts sous-marins de poche de la marine impériale japonaise de quatre types différents dont une grande majorité est de la.

Sous-marin de la marine chinoise du en service depuis 2006.

- Argentine : Comando de la Fuerza de Submarinos (es); Commandement de la force de sous-marins
- Australie : Royal Australian Navy Submarine Service (en)
- Chine : People's Liberation Army Navy Submarine Force (en):
- Espagne : (es) Flotilla de Submarinos; Flottille de sous-marins[4]
- États-Unis : Commander, Submarine Force Atlantic (en)
- France : Forces sous-marines, Force océanique stratégique
- Japon : Fleet Submarine Force[5]
- Royaume-Uni : Royal Navy Submarine Service
- Pays-Bas : Onderzeedienst (nl)